# Scutellaria sieversii
Scutellaria sieversii là một loài thực vật có hoa trong họ Hoa môi. Loài này được Bunge miêu tả khoa học đầu tiên năm 1830.